# Centre de documentació de l'esperanto
El Centre de documentació de l'esperanto és una institució dedicada a l'estudi i la divulgació de l'esperanto i del moviment i la cultura esperantistes, així com a la preservació del llegat de la família Hernández Massana. Està situat a Sant Pau d'Ordal, al municipi de Subirats, a la comarca de l'Alt Penedès.
El Centre de Documentació de l'esperanto es nodreix de la col·lecció privada del matrimoni format pel farmacèutic Lluís Hernández Yzal (Barcelona, 1917 - Sant Pau d'Ordal, 2002) i Teresa Massana, que van reunir objectes, documentació i revistes relacionades amb l'esperanto. Aquesta col·lecció va donar lloc al Museu d'Esperanto de Subirats, inaugurat el 1968. En morir Lluís Hernández Yzal, l'Ajuntament de Subirats i l'Associació d'Amics del Museu van impulsar aquest espai, subratllant la seva importància històrica per al municipi. L'any 2020 es va completar la catalogació dels fons del museu, , amb la intenció de transferir el fons a l'Ajuntament. Posteriorment, Rafael Hernández Massana, fill del fundador del museu i propietari de la col·lecció en aquell moment, va cedir a l'Ajuntament tot el material documental, bibliogràfic i els objectes del museu de manera gratuïta.
Així, el 6 de juliol de 2024, va ser inaugurat el Centre de documentació de l'esperanto, en un espai cedit per l'Ajuntament de Subirats, a la Plaça de l'1 d'Octubre, de Sant Pau d'Ordal, on es mostra una tria del material de la col·lecció de l'antic museu. L'acte d'inauguració d'aquest nou espai es va celebrar en aquesta mateixa plaça amb discursos institucionals, la participació de la família Hernández Massana i del president de l'Associació Catalana d'Esperanto.
A més de la seva funció com a centre de documentació i museu, l'espai organitza diverses activitats culturals i educatives, incloent-hi la Ruta de l'Esperanto, una visita guiada pels punts d'interès esperantistes de Sant Pau d'Ordal. El Centre de documentació de l'esperanto de Subirats constitueix un important punt de referència per als estudiosos i entusiastes de l'esperanto, preservant el llegat de Lluís Hernández Yzal i promovent el moviment esperantista.

## Galeria

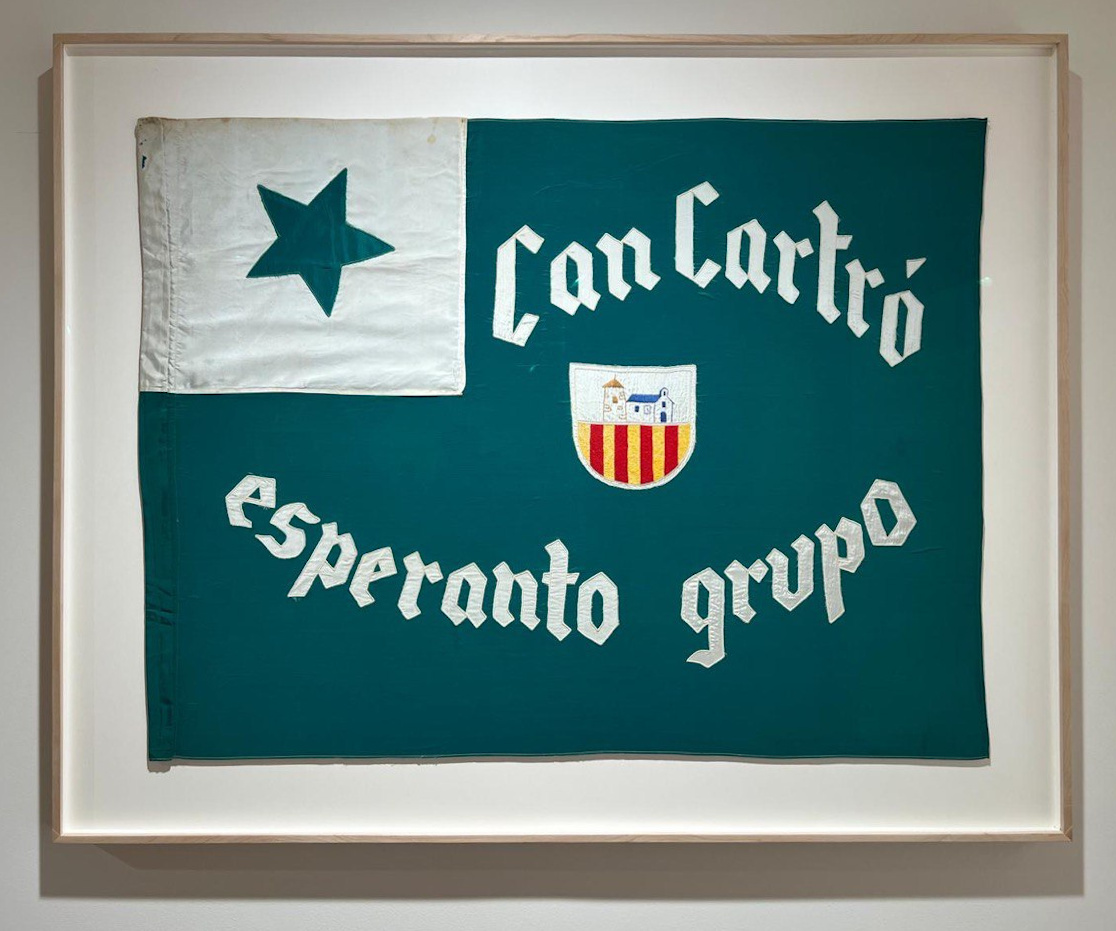
Bandera del Can Cartró Esperanto Grupo.
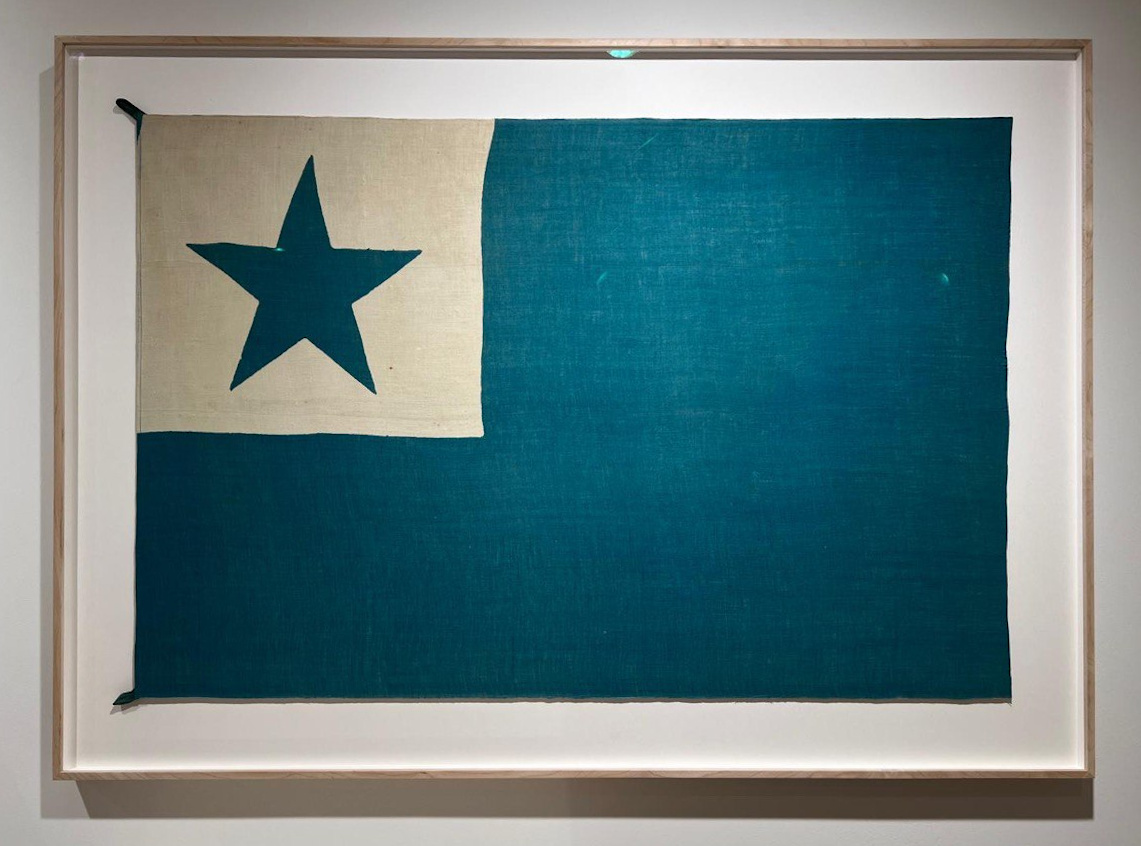
Bandera esperantista.
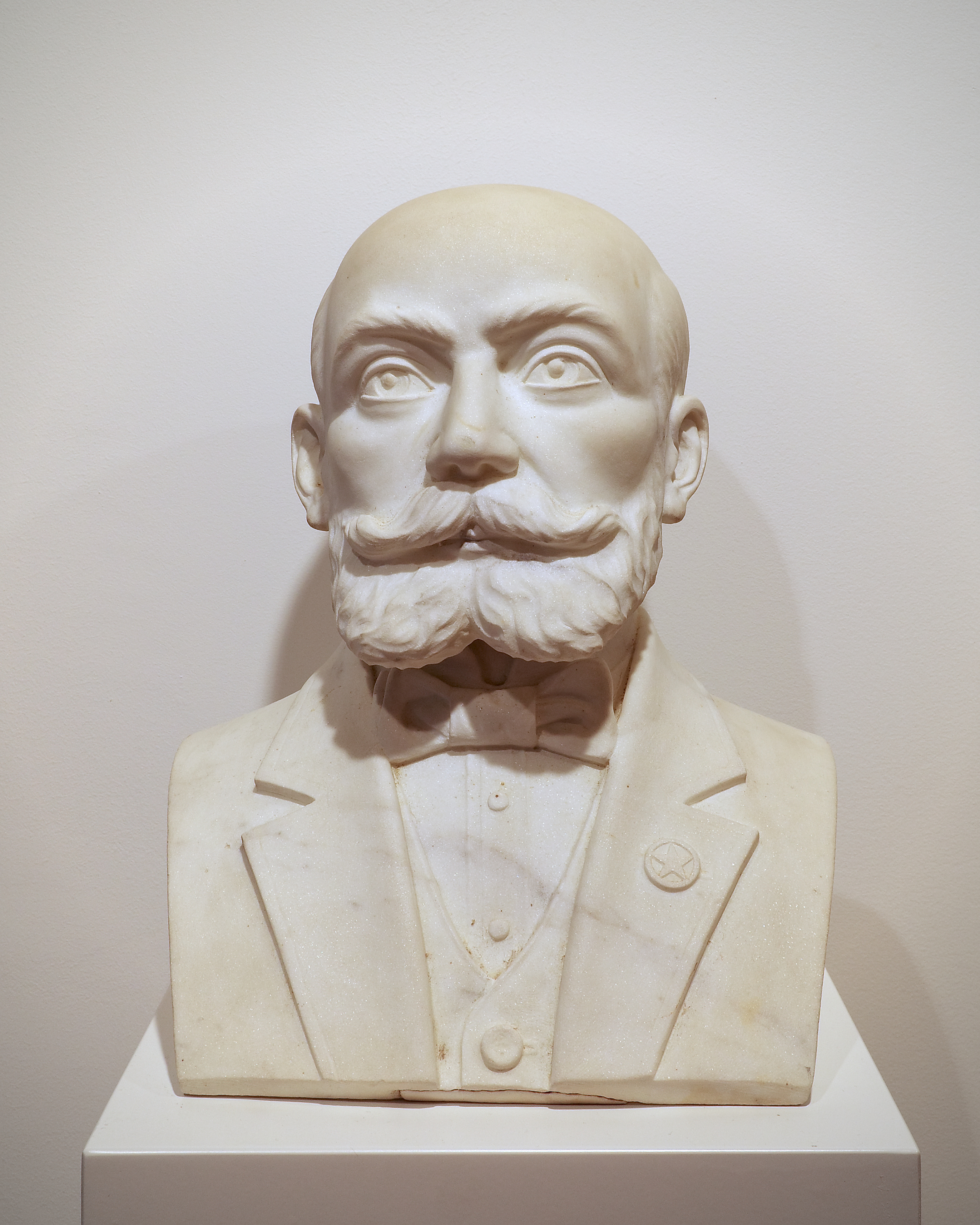
Bust de Zamenhof presidint la sala d'exposicions.
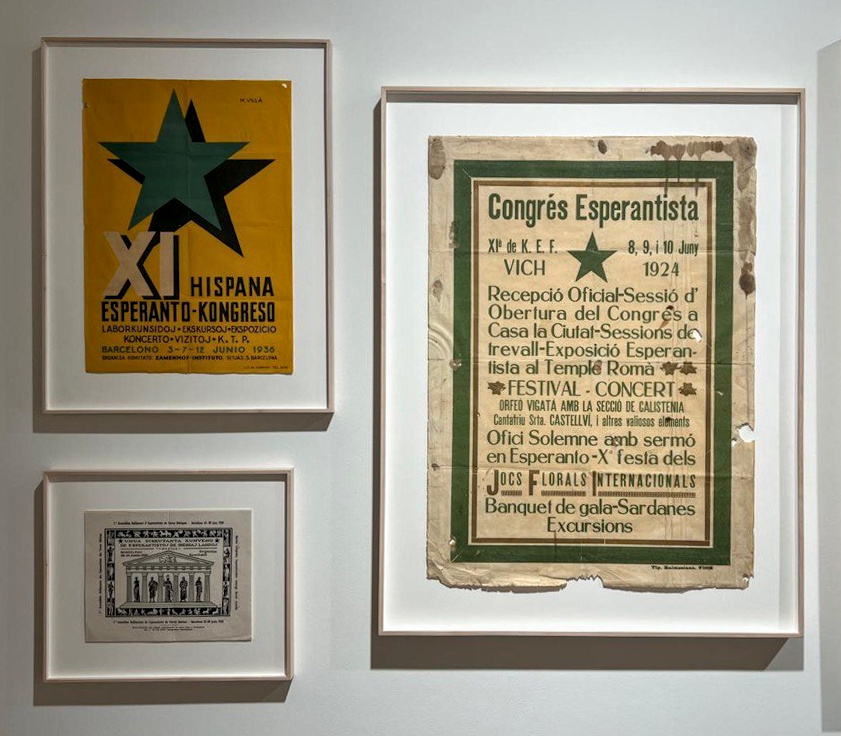
Vitrina amb cartells.

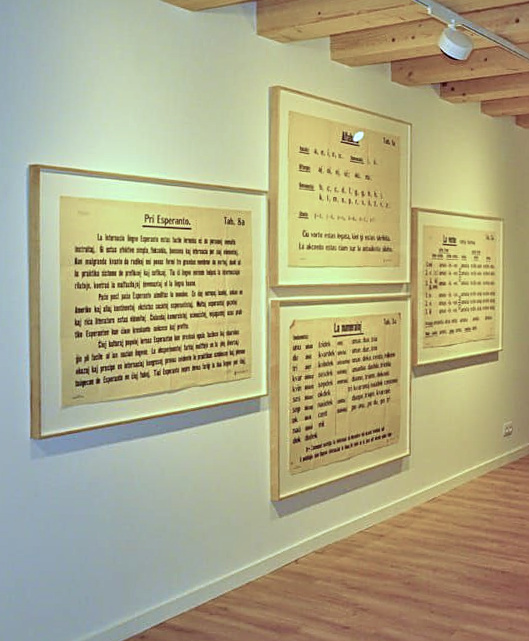
Plafons dedicats a la gramàtica de l'esperanto.
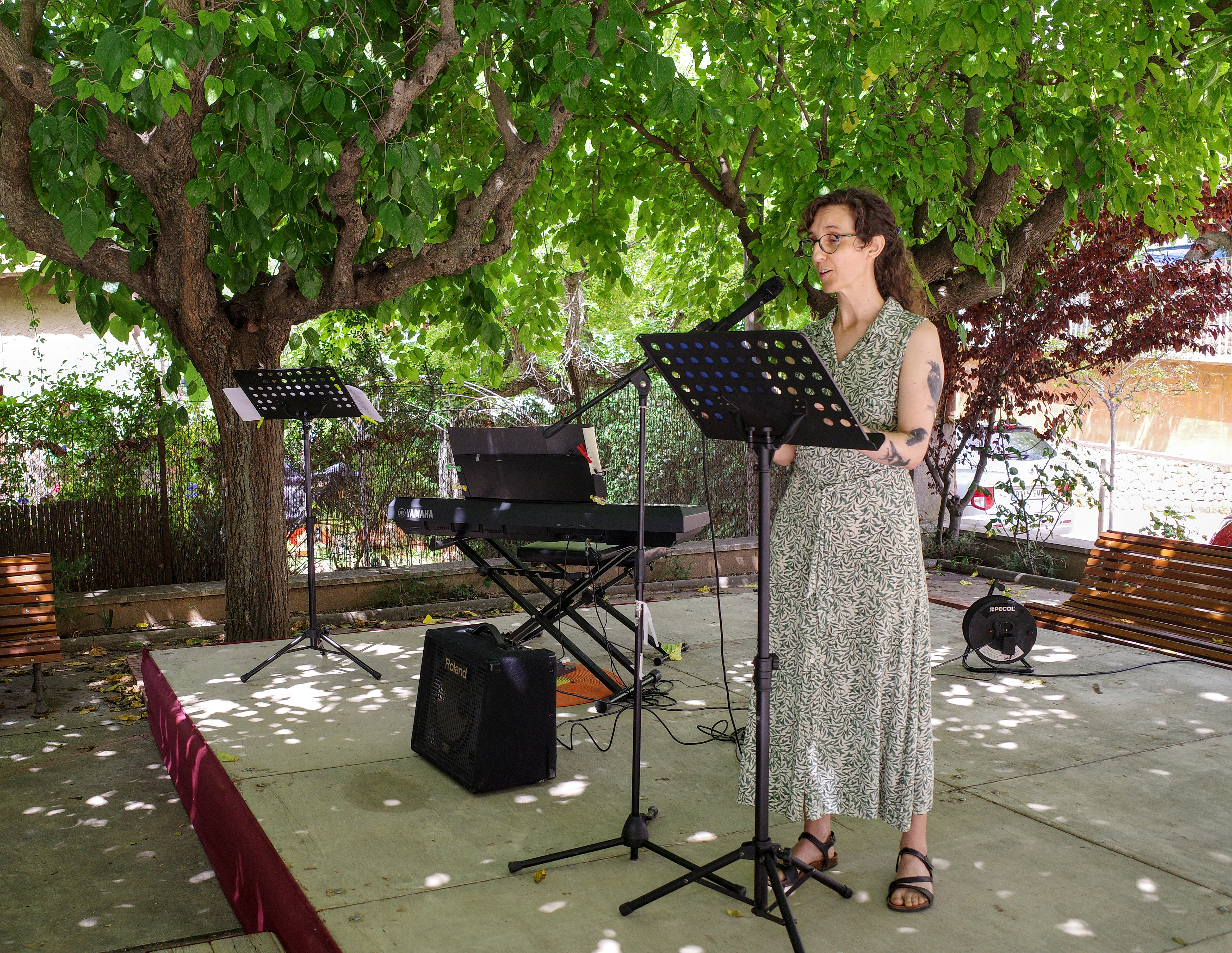
Parlament de la neta de Lluís Hernández Yzal durant la inauguració del centre.
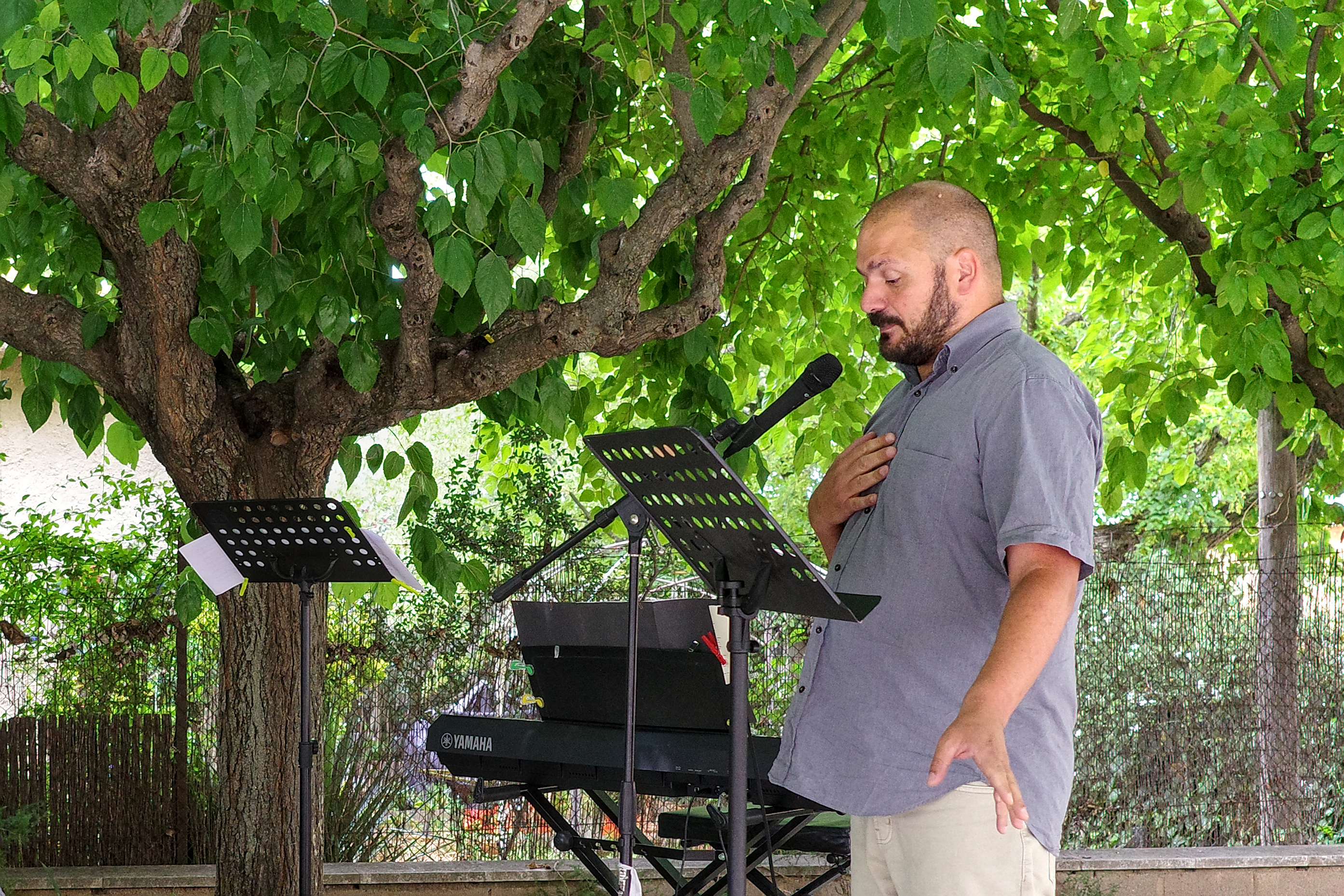
Enric Pineda declamant la traducció catalana de l'himne «Akcepto».
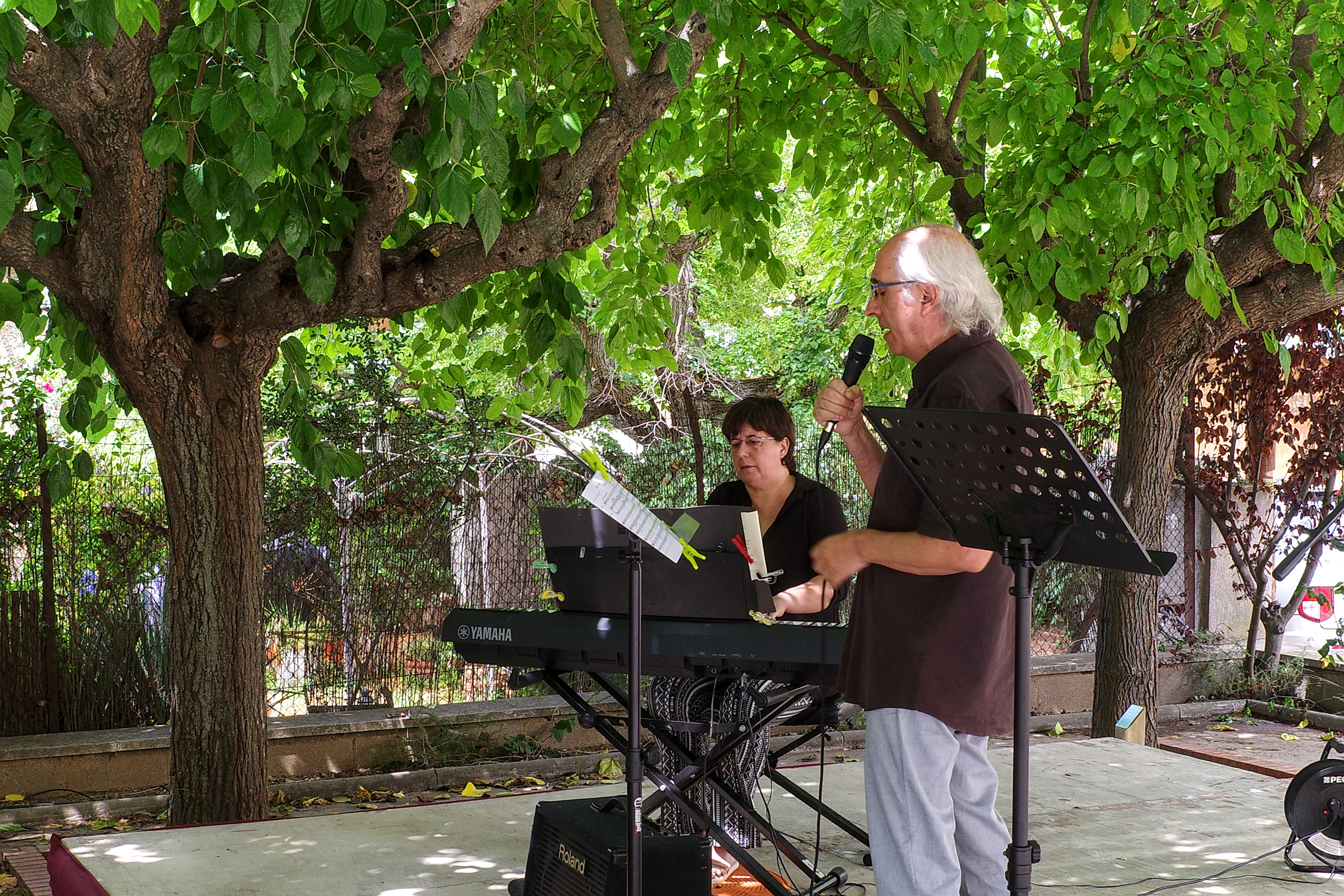
Xavier Rodon i Mar Navarro interpretant en esperanto l'himne «Akcepto».